# Elia Viviani
Elia Viviani   (Isola della Scala, 7 de febrer de 1989) és un ciclista italià, professional des del 2010. Combina el ciclisme en pista, amb la carretera.
En pista destaca la medalla d'or en la prova d'Òmnium als Jocs Olímpics de Rio de 2016 i una de bronze als de Tòquio de 2020, i les medalles aconseguides als Campionats del món del 2011 en la prova de Scratch, i el 2015 en Madison i Òmnium.
En carretera les seves victòries més destacades cinc etapes al Giro d'Itàlia, una el 2015 i quatre el 2018, tres a la Volta a Espanya de 2018 i una al Tour de França de 2019.

## Palmarès en pista
- 2006
  -  Campió d'Europa júnior en Scratch
  -  Campió d'Itàlia de velocitat per equips junior, amb Tomas Alberio i Marco Benfatto
  -  Campió d'Itàlia de madison junior, amb Tomas Alberio
- 2007
  -  Campió d'Europa júnior en Puntuació
  -  Campió d'Itàlia de velocitat per equips junior, amb Andrea Guardini i Stefano Melegaro
  -  Campió d'Itàlia de persecució per equips junior, amb Filippo Fortin, Mario Sgrinzato i Mirko Tedeschi
  -  Campió d'Itàlia de la cursa americana, amb Nicolò Martinello
- 2008
  -  Campió d'Europa sub-23 en Scratch
  -  Campió d'Europa sub-23 en Madison, amb Tomas Alberio
  -  Campió d'Itàlia de persecució per equips, amb Alex Buttazzoni, Gianni da Ros, Davide Cimolai i Jacopo Guarnieri
- 2009
  -  Campió d'Europa sub-23 en Scratch
  -  Campió d'Itàlia d'òmnium
  -  Campió d'Itàlia de persecució per equips, amb Daniel Oss, Davide Cimolai i Jacopo Guarnieri
- 2010
  -  Campió d'Itàlia d'òmnium
- 2011
  -  Campió d'Europa sub-23 en Puntuació
  -  Campió d'Europa sub-23 en Òmnium
  -  Campió d'Itàlia de persecució
  -  Campió d'Itàlia de puntuació
  -  Campió d'Itàlia en Madison, amb Davide Cimolai
  - 1r als Sis dies de Fiorenzuola d'Arda, amb Andrea Guardini
- 2012
  -  Campió d'Europa en Puntuació
  -  Campió d'Itàlia de persecució per equips, amb Alex Buttazzoni, Angelo Ciccone i Alessandro De Marchi
  -  Campió d'Itàlia en Madison, amb Michele Scartezzini
  -  Campió d'Itàlia en Derny
- 2013
  -  Campió d'Europa en Puntuació
  -  Campió d'Europa en Madison, amb Liam Bertazzo
  - Campió d'Europa de Derny
  -  Campió d'Itàlia de puntuació
  -  Campió d'Itàlia de persecució per equips, amb Alex Buttazzoni, Paolo Simion i Marco Coledan
  -  Campió d'Itàlia en Madison, amb Michele Scartezzini
- 2014
  -  Campió d'Europa en Òmnium
  -  Campió d'Itàlia d'Òmnium
- 2015
  -  Campió d'Europa en Òmnium
  - 1r als Sis dies de Fiorenzuola d'Arda, amb Alex Buttazzoni
- 2016
  -  Medalla d'or als Jocs Olímpics de Rio de Janeiro en Òmnium
  - 1r als Sis dies de Fiorenzuola d'Arda, amb Michele Scartezzini
- 2017
  - 1r als Sis dies de Torí, amb Francesco Lamon
- 2018
  - 1r als Sis dies de Gant, amb Iljo Keisse
- 2019
  -  Campió d'Itàlia d'òmnium
  - 1r als Sis dies de Londres, amb Simone Consonni
- 2021
  -  Medalla de bronze als Jocs Olímpics de Tòquio en Òmnium
  -  Campió d'Itàlia de puntuació
- 2024
  -  Medalla d'argent als Jocs Olímpics de París en Òmnium

## Palmarès en ruta
- 2006
  - 1r al Memorial Leonardo Massaro
- 2009
  - 1r a La Popolarissima
- 2010
  - 1r al Memorial Frank Vandenbroucke
  - 1r al Memorial Marco Pantani
  - 1r a La Popolarissima
  - Vencedor d'una etapa de la Volta a Cuba
  - Vencedor d'una etapa de la Volta a Turquia
- 2011
  - 1r al Gran Premi de la costa dels Etruscs
  - 1r al Tour de Mumbai I
  - 1r al Gran Premi Nobili Rubinetterie
  - Vencedor de 2 etapes del Tour del Colorado
  - Vencedor d'una etapa del Tour de Pequín
  - Vencedor d'una etapa de la Volta a Eslovènia
  - Vencedor d'una etapa del Giro de Padània
- 2012
  - 1r al Gran Premi de la costa dels Etruscs
  - 1r al Giro de la Província de Reggio de Calàbria i vencedor de 2 etapes
  - Vencedor d'una etapa del Tour de Pequín
  - Vencedor d'una etapa al Tour de San Luis
  - Vencedor d'una etapa de la Setmana Internacional de Coppi i Bartali
- 2013
  - 1r al Tour d'Elk Grove i vencedor de 2 etapes
  - 1r al Dutch Food Valley Classic
  - Vencedor d'una etapa al Critèrium del Dauphiné
  - Vencedor d'una etapa de la Volta a la Gran Bretanya
- 2014
  - 1r a la Coppa Bernocchi
  - Vencedor de 2 etapes de la Volta a Turquia
  - Vencedor d'una etapa de la Setmana Internacional de Coppi i Bartali
  - Vencedor d'una etapa de la Volta a Eslovènia
  - Vencedor d'una etapa de la USA Pro Cycling Challenge
- 2015
  - Vencedor d'una etapa al Giro d'Itàlia
  - Vencedor d'una etapa a l'Eneco Tour
  - Vencedor d'una etapa al Tour de Dubai
  - Vencedor de 3 etapes de la Volta a la Gran Bretanya
  - Vencedor de 2 etapes a l'Abu Dhabi Tour
- 2016
  - Vencedor d'una etapa al Tour de Dubai
  - Vencedor d'una etapa als Tres dies de De Panne-Koksijde
- 2017
  - 1r a l'EuroEyes Cyclassics
  - 1r a la Bretagne Classic
  - Vencedor d'una etapa al Tour de Romandia
  - Vencedor d'una etapa a la Ruta del Sud
  - Vencedor de 2 etapes a la Volta a Àustria
  - Vencedor de 2 etapes al Tour de Poitou-Charentes
  - Vencedor d'una etapa a la Volta a la Gran Bretanya
- 2018
  -  Campió d'Itàlia en ruta
  - 1r al Tour de Dubai i vencedor de 2 etapes
  - 1r als Tres dies de Bruges-De Panne
  - 1r a l'EuroEyes Cyclassics
  - Vencedor d'una etapa al Tour Down Under
  - Vencedor d'una etapa a l'Abu Dhabi Tour
  - Vencedor de 4 etapes al Giro d'Itàlia
  - Vencedor de 3 etapes a l'Adriatica Ionica Race
  - Vencedor de 3 etapes a la Volta a Espanya
- 2019
  -  Campió d'Europa en Ruta
  - 1r a la Cadel Evans Great Ocean Road Race
  - 1r a la RideLondon-Surrey Classic
  - 1r a l'EuroEyes Cyclassics
  - Vencedor d'una etapa al Tour Down Under
  - Vencedor d'una etapa a l'UAE Tour
  - Vencedor d'una etapa a la Tirrena-Adriàtica
  - Vencedor de 2 etapes a la Volta a Suïssa
  - Vencedor d'una etapa del Tour de França
  - Vencedor d'una etapa a la Volta a Eslovàquia
- 2021
  - 1r al Gran Premi Cholet-País del Loira
  - 1r al Gran Premi d'Isbergues
  - 1r al Gran Premi de Fourmies
  - Vencedor de 2 etapes a l'Adriatica Ionica Race
  - Vencedor de 2 etapes al Tour de Poitou-Charentes
- 2022
  - Vencedor d'una etapa al Tour La Provence
  - Vencedor d'una etapa al Tour de Croàcia
- 2023
  - Vencedor d'una etapa al Tour de Croàcia
  - Vencedor d'una etapa al Tour de Guangxi
- 2025
  - Vencedor d'una etapa a la Volta a Turquia

### Resultats a la Volta a Espanya
- 2012. 128è de la classificació general
- 2018. 145è de la classificació general. Vencedor de 3 etapes

### Resultats al Giro d'Itàlia
- 2013. 119è de la classificació general
- 2014. 145è de la classificació general
- 2015. 125è de la classificació general. Vencedor d'una etapa
- 2016. Fora de control (8a etapa)
- 2018. 132è de la classificació general. Vencedor de 4 etapes
- 2019. Abandona (12a etapa)
- 2020. 112è de la classificació general
- 2021. 135è de la classificació general

### Resultats al Tour de França
- 2014. 162è de la classificació general
- 2019. 130è de la classificació general. Vencedor d'una etapa
- 2020. 135è de la classificació general